# Symfoni nr 36 (WA Mozart)
Symfoni nr 36 i C-dur K. 425 (Linz-symfonin) av Wolfgang Amadeus Mozart tillkom när Mozart tillsammans med sin hustru Constanze hösten 1783 vistades i Linz hos Mozarts vän, greve Thun. För att hedra sin värd ordnade Mozart en akademi på teatern, men då han inte hade någon symfoni med sig, skrev han "i rasande fart" en ny. Symfonin blev färdig på två dagar och tillkom någon gång i slutet av oktober eller början på november 1783. 
Symfonin visar en tydlig påverkan från Joseph Haydn, då den har en långsam inledning. Det är Mozarts första symfoni med långsam inledning, och han skulle bara ha det i ytterligare två symfonier (nr 38 och 39), medan Haydn däremot ofta använde sig av sådana i sina symfonier. Symfonin skrevs för 2 oboer, 2 fagotter, 2 horn, 2 trumpeter, pukor och stråkar.
Symfonins delar har följande beteckningar: 
1. Adagio; Allegro spiritoso
2. Poco adagio
3. Menuetto
4. Finale:Presto